# Live in Cartoon Motion
Live in Cartoon Motion là DVD trực tiếp đầu tiên của ca sĩ người Anh Mika. Album là những thu âm của những bài hát Mika thể hiện trong "Dodgy Holiday Tour" của anh tại Pháp, tại L'Olympia Paris ngày 30 tháng 6 năm 2007. DVD cũng có một phim tài liệu, tất cả video đến thời điểm phát hành và các biểu diễn trên truyền hình khác.

## Danh sách bài hát

### Trực tiếp
1. "Relax, Take It Easy"
2. "Big Girl (You Are Beautiful)"
3. "My Interpretation"
4. "Billy Brown"
5. "Any Other World"
6. "Stuck in the Middle"
7. "Ring Ring"
8. "Sweet Dreams (Are Made of This)"
9. "Holy Johnny"
10. "Happy Ending"
11. "I Want You Back"
12. "Love Today"
13. "Grace Kelly"
14. "Lollipop"

### Phần thêm
1. A Long Way from Home - Tài liệu
2. Các Video clip:
  1. "Grace Kelly"
  2. "Love Today"
  3. "Relax, Take It Easy"
  4. "Big Girl (You Are Beautiful)"
  5. "Happy Ending"
3. Biểu diễn trên truyền hình
  1. "Grace Kelly" (Trực tiếp trên Later… with Jools Holland)
  2. "Everybody's Talkin'" (Trực tiếp trên Ronnie Scott]])
  3. "Love Today" (Trực tiếp trên Ronnie Scott)